# ZB-50
A ZB-50 é uma metralhadora pesada de origem tchecoslovaca. Foi a única arma desse tipo operada por recuo da empresa ZB.

## Operadores
- Argentina
- Tchecoslováquia